# Giovanni Salvatore
Giovanni Salvatore (* getauft am 3. Oktober 1611 in Castelvenere; † vermutlich 1688 in Neapel) war ein italienischer Komponist und Organist.

## Leben und Wirken
Salvatore wurde in Castelvenere geboren. Er soll seine Ausbildung bei Giovanni Maria Sabino und Pater Erasmo Bartoli am Conservatorio della Pietà dei Turchini in Neapel gemacht haben. Er war dort zuerst Organist an der Kirche Santi Severino e Sossio, dann Kapellmeister in San Lorenzo Maggiore. Von 1662 bis 1673 unterrichtete er am Conservatorio della Pietà dei Turchini und wechselte an das Conservatorio dei Poveri di Gesù Cristo, wo er Rektor und Kapellmeister war. Er starb vermutlich im August 1688 in Neapel.
Er komponierte Ricercari, Canzonen, Toccaten und Messen (darunter die Messa della Domenica).

## Werke und Ausgaben (Auswahl)
- Ricercari a 4 voci, canzoni francesi, toccate e versi per rispondere nelle messe con l’organo al choro, libro I
- Collected Keyboard Works, edited by Barton Hudson. (Corpus of Early Keyboard Music 3)